# SMS Braunschweig
SMS Braunschweig là chiếc đầu tiên trong số năm chiếc thiết giáp hạm tiền-dreadnought thuộc lớp Braunschweig được Hải quân Đế quốc Đức (Kaiserliche Marine) chế tạo vào đầu thế kỷ 20. Nó được đặt lườn vào năm 1901 và đưa ra hoạt động vào tháng 10 năm 1904 với chi phí 23.983.000 Mác vàng Đức. Tên của nó được đặt theo lãnh địa công tước Brunswick (tiếng Đức: Braunschweig). Các con tàu chị em với nó bao gồm Elsass, Hessen, Preussen và Lothringen.
Con tàu đã phục vụ cùng với Hải đội Chiến trận 2 cho Hạm đội Đức sau khi hoàn tất, và khi Chiến tranh Thế giới thứ nhất nổ ra đã được chuyển sang Hải đội Chiến trận 4. Braunschweig đã hoạt động tại biển Baltic chống lại Hải quân Nga; vào tháng 8 năm 1915 nó đã tham gia trận chiến vịnh Riga trong đó nó đối đầu với thiết giáp hạm Slava. Đến năm 1916, nó được đưa về lực lượng dự bị do thiếu hụt nhân sự, và trải qua phần còn lại của Thế Chiến I như một tàu huấn luyện, rồi sau năm 1917 như một tàu trại binh cho thủy thủ đoàn những chiếc U-boat.
Theo những điều khoản của Hiệp ước Versailles, nó được giữ lại Đức sau khi chiến tranh kết thúc, và được hiện đại hóa trong những năm 1921-1922. Braunschweig đã phục vụ cùng Hải quân Cộng hòa Đức tái thành lập như một hải phòng hạm cho đến năm 1926, khi nó một lần nữa được đưa về lực lượng dự bị. Nó được rút khỏi Đăng bạ Hải quân vào năm 1931 và cuối cùng bị tháo dỡ.

## Thiết kế và chế tạo
Braunschweig được đặt lườn vào năm 1901 tại xưởng tàu của hãng Germaniawerft ở Kiel dưới số hiệu chế tạo 97. Là chiếc đầu tiên trong lớp, nó được đặt hàng dưới cái tên tạm thời "H" như một đơn vị mới của hạm đội. Con tàu có chi phí tổng cộng 23.983.000 Mác vàng Đức. Braunschweig được hạ thủy vào ngày 20 tháng 12 năm 1902 và đưa ra hoạt động cùng hạm đội vào ngày 15 tháng 10 năm 1904.
Con tàu có chiều dài chung là 127,7 m (419 ft), mạn thuyền rộng 22,2 m (73 ft) và độ sâu của mớn nước là 8,1 m (27 ft) ở phía trước. Nó được cung cấp động lực bởi ba động cơ hơi nước ba buồng bành trướng đặt dọc dẫn động ba chân vịt. Hơi nước được cung cấp bởi tám nồi hơi kiểu Marine và sáu nồi hơi hình trụ, tất cả được đốt bằng than. Hệ thống động lực của Braunschweig dự định cung cấp một công suất 16.000 ihp (12.000 kW), cho phép nó đạt được tốc độ tối đa 18 hải lý trên giờ (33 km/h).
Dàn vũ khí của Braunschweig bao gồm dàn pháo chính có bốn khẩu pháo 28 cm (11 in) SK L/40 bắn nhanh đặt trên hai tháp pháo nòng đôi, một phía trước và một phía sau cấu trúc thượng tầng. Dàn pháo hạng hai của nó bao gồm mười bốn khẩu pháo 17 cm (6,7 in) SK L/40 và mười tám khẩu pháo 8,8 cm (3,5 in) SK L/35 bắn nhanh. Chúng được bổ sung bởi sáu ống phóng ngư lôi 45 cm (18 in), tất cả được bố trí ngầm dưới lườn tàu.

## Lịch sử hoạt động
Khi được đưa ra hoạt động vào tháng 10 năm 1904, Braunschweig được phân về Đội 2 thuộc Hải đội 2 của Hạm đội Đức; có sự tham gia tiếp tục của con tàu chị em Elsass trong tháng tiếp theo; Đội 2 được bổ sung bởi chiếc thiết giáp hạm cũ Weissenburg. Hải quân Đức vào lúc đó bao gồm bốn đội với ba thiết giáp hạm mỗi đội, được phân thành hai đội cho mỗi hải đội; chúng được hỗ trợ bởi một hải đội tuần dương, bao gồm hai tàu tuần dương bọc thép và sáu tàu tuần dương bảo vệ.
Sau khi Chiến tranh Thế giới thứ nhất nổ ra vào năm 1914, Braunschweig được chuyển về Hải đội Chiến trận 4 thuộc Hạm đội Biển khơi Đức, đơn vị dưới sự chỉ huy của Phó đô đốc Ehrhard Schmidt. Vào tháng 7 năm 1915, sau khi bị mất chiếc tàu tuần dương rải mìn Albatross trong biển Baltic, các con tàu thuộc Hải đội Chiến trận 4 được chuyển sang tăng cường cho lực lượng hải quân Đức tại khu vực này. Vào các ngày 11 và 19 tháng 7, các tàu tuần dương Đức dưới sự hỗ trợ của Hải đội Chiến trận 4 đã tiến hành càn quét trong khu vực Baltic, cho dù không đụng độ với bất kỳ lực lượng Nga nào.
Đến tháng 8 năm 1915, Hạm đội Đức dự định quét sạch lực lượng Hải quân Nga khỏi vịnh Riga nhằm giúp đỡ cho Lục quân Đức tiến quân đến thành phố này. Hải đội Chiến trận 4, được sự tham gia của Hải đội Chiến trận 1 bao gồm tám thiết giáp hạm thuộc các lớp Nassau và Helgoland của Hạm đội Biển khơi, cùng ba tàu chiến-tuần dương và một loạt các tàu chiến nhỏ khác. Đơn vị đặc nhiệm này được đặt dưới quyền Phó đô đốc Franz von Hipper, cho dù quyền chỉ huy tác chiến vẫn thuộc về Phó đô đốc Schmidt. Sáng ngày 8 tháng 8, phía Đức thực hiện cuộc tiến quân đầu tiên vào khu vực vịnh; Braunschweig và Elsass được giao nhiệm vụ đối đầu với chiếc thiết giáp hạm tiền-dreadnought Nga Slava, ngăn cản nó can thiệp hoạt động của các tàu quét mìn Đức. Tuy nhiên, khi mọi việc trở nên rõ ràng là không thể quét sạch các bãi mìn trước khi trời tối, Schmidt hủy bỏ hoạt động. Một cố gắng thứ hai được tiến hành vào ngày 16 tháng 8; lần này Braunschweig ở lại phía ngoài vịnh trong khi các thiết giáp hạm dreadnought Nassau và Posen đảm trách vai trò đối phó với Slava. Đến ngày 19 tháng 8, các bãi mìn Nga được quét sạch và chi hạm đội Đức tiến vào vịnh. Tuy nhiên, các báo cáo về hoạt động của tàu ngầm Đồng Minh trong khu vực đã buộc phía Đức hủy bỏ chiến dịch vào ngày hôm sau.
Vào ngày 12 tháng 10, tàu ngầm Anh E18 bắn một quả ngư lôi nhắm vào Braunschweig, cho dù nó không trúng đích. Đến năm 1916, do thiếu hụt nhân sự, các con tàu thuộc Hải đội 4 được cho xuất biên chế; Braunschweig trở thành một tàu huấn luyện. Vào ngày 20 tháng 8 năm 1917, nó được chuyển sang sử dụng như một tàu trại binh đặt tại Kiel. Trong vai trò này, con tàu hỗ trợ cho Chi hạm đội Tàu ngầm 3.
Hiệp ước Versailles, vốn thỏa thuận nhằm kết thúc cuộc xung đột, quy định Đức được phép giữ lại sáu thiết giáp hạm thuộc các "kiểu Deutschland hoặc Lothringen". Braunschweig được chọn giữ lại để phục vụ cùng Hải quân Cộng hòa Đức được tái tổ chức. Con tàu được hiện đại hóa tại xưởng tàu Kriegsmarinewerft ở Wilhelmshaven trong những năm 1921-1922. Đến năm 1923, cầu tàu của Braunschweig được tái cấu trúc và mở rộng. Nó cùng với Elsass và thiết giáp hạm Schlesien thuộc lớp Deutschland được phân về Trạm Bắc Hải. Con tàu đã phục vụ cùng Hạm đội cho đến năm 1926, khi nó được rút khỏi hoạt động thường trực để đưa về lực lượng dự bị. Vào ngày 31 tháng 3 năm 1931, Braunschweig được rút khỏi Đăng bạ Hải quân, được tạm thời sử dụng như một lườn tàu tại Wilhelmshaven trước khi bị tháo dỡ.